# Rune Brattsveen
Rune Brattsveen (5 de abril de 1984) es un deportista noruego que compitió en biatlón. Ganó dos medallas en el Campeonato Mundial de Biatlón, oro en 2012 y plata en 2008, y tres medallas en el Campeonato Europeo de Biatlón de 2009.

## Palmarés internacional
| Campeonato Mundial | Campeonato Mundial    | Campeonato Mundial | Campeonato Mundial |
| Año                | Lugar                 | Medalla            | Prueba             |
| ------------------ | --------------------- | ------------------ | ------------------ |
| 2008               | Östersund (Suecia)    | Medalla de plata   | Relevos            |
| 2012               | Ruhpolding (Alemania) | Medalla de oro     | Relevos            |
| Campeonato Europeo |                       |                    |                    |
| Año                | Lugar                 | Medalla            | Prueba             |
| 2009               | Ufa (Rusia)           | Medalla de oro     | Velocidad          |
| 2009               | Ufa (Rusia)           | Medalla de oro     | Relevos            |
| 2009               | Ufa (Rusia)           | Medalla de bronce  | Persecución        |